# Station Chindrieux
Station Chindrieux is een spoorwegstation in de Franse gemeente Chindrieux.